# Eudoxie Mbouguiengue
Compléments
- Fondatrice de l'Organisation Unspoken Angels

Eudoxie Bridges, née Eudoxie Mbouguiengue le 14 mai 1986 au Gabon, est une mannequin et philanthrope gabonaise. Elle est la fondatrice de l'organisation Unspoken Angels Foundation et l'épouse du rappeur américain Ludacris.

## Biographie
Née au Gabon le 14 Mai 1986 d'un père américain et d'une mère gabonaise dénommée Jermaine Agnan, Eudoxie Mbouguiengue grandit dans la pauvreté dans un village du Gabon. Elle a 7 demi-frères et sœurs. Elle quitte le Gabon dans l'adolescence après avoir été victime d’abus sexuels et s'installe aux États-Unis où elle poursuit des études supérieures. Elle ne parle pas anglais lorsqu'elle immigre aux États-Unis mais réussit ses études universitaires jusqu'à l'obtention d'un Bachelor puis d'un Master à l'Université de Miami en Floride.  
Eudoxie Bridges est mannequin et influenceuse fitness avec plus de 1 million d'abonnés sur Instagram. 

### Œuvre caritative
Eudoxie Mbouguiengue est la fondatrice de Unspoken Angels Foundation, une organisation internationale non-gouvernementale qu'elle a créé en 2013. La fondation a pour mission d'éduquer le public sur les questions liés aux abus sexuels et surtout soutenir et inspirer les femmes et filles victimes d'abus sexuels.
Elle est par ailleurs l'auteure de l'ouvrage Unspoken Angel: My Story Through Her Eyes, un livre autobiographique dans lequel elle partage ses expériences,.  

### Vie personnelle
Eudoxie Mbouguiengue et Ludacris se rencontrent en 2008 lors d'un événement caritatif, LudaDay, de l'artiste américain à Atlanta et se mettent en couple en 2009. Elle épouse le rappeur le 26 décembre 2014 et ont ensemble une fille, Cadence Gaelle Bridges, née le 4 juin 2015. En mai 2021, ils annoncent attendre leur second enfant.
Le 28 juillet 2021, elle devient mère d’une deuxième fille, prénommée Chance Oyali Bridges. Elle est aussi la belle-mère de deux filles Karma Christine Bridges née le 10 août 2001 et Cai Bella Bridges née le 12 décembre 2013, nées toutes les deux de précédentes relations de Ludacris.